# Ловчево отварање
Овај чланак користи алгебарску шаховску нотацију како би се описали шаховски потези.
Ловчево отварање је шаховско отварање које дефинишу потези 1. е4 е5 2. Лц4. Преко овог отварања може се доћи до других отварања, као што су Италијанска партија, Бечка партија, Филидорова одбрана и многих других.

## Варијанте

### Берлинска одбрана
Почиње потезима 1. е4 е5 2.Лц4 Сф6. Црни скакач на ф6 брани поље х5, штитећи краља од могућег напада даме са те стране, и напада белог пешака на е4.
Главна линија је д3, а осим ње играју ce и Сф3, која води до Урусовљевог гамбита у Руској партији, и Сц3, која води до Бечке партије.

### 2. ...Сц6
Овим потезом бели добија могућност да игру преокрене у Италијанску партију, играјући 3. Сф3.

### Класична варијанта
Ову варијанту карактеришу потези 1. е4 е5 2. Лц4 Лц5. Преко ове варијанте могу се достићи линије из 3. Лц5 варијанте Италијанске партије.

## Клопке

### Школски мат
Постоје 2 начина да се дође преко овог отварања до школског мата:
1. преко 2. ...Сц6 варијанте, тако што се играју потези 3. Дх5 Сф6 4.Д:ф7#
|   | a | b | c | d | e | f | g | h |   |
| 8 | a8 black rook · c8 black bishop · d8 black queen · e8 black king · f8 black bishop · h8 black rook · a7 black pawn · b7 black pawn · c7 black pawn · d7 black pawn · f7 white queen · g7 black pawn · h7 black pawn · c6 black knight · f6 black knight · e5 black pawn · c4 white bishop · e4 white pawn · a2 white pawn · b2 white pawn · c2 white pawn · d2 white pawn · f2 white pawn · g2 white pawn · h2 white pawn · a1 white rook · b1 white knight · c1 white bishop · e1 white king · g1 white knight · h1 white rook | a8 black rook · c8 black bishop · d8 black queen · e8 black king · f8 black bishop · h8 black rook · a7 black pawn · b7 black pawn · c7 black pawn · d7 black pawn · f7 white queen · g7 black pawn · h7 black pawn · c6 black knight · f6 black knight · e5 black pawn · c4 white bishop · e4 white pawn · a2 white pawn · b2 white pawn · c2 white pawn · d2 white pawn · f2 white pawn · g2 white pawn · h2 white pawn · a1 white rook · b1 white knight · c1 white bishop · e1 white king · g1 white knight · h1 white rook | a8 black rook · c8 black bishop · d8 black queen · e8 black king · f8 black bishop · h8 black rook · a7 black pawn · b7 black pawn · c7 black pawn · d7 black pawn · f7 white queen · g7 black pawn · h7 black pawn · c6 black knight · f6 black knight · e5 black pawn · c4 white bishop · e4 white pawn · a2 white pawn · b2 white pawn · c2 white pawn · d2 white pawn · f2 white pawn · g2 white pawn · h2 white pawn · a1 white rook · b1 white knight · c1 white bishop · e1 white king · g1 white knight · h1 white rook | a8 black rook · c8 black bishop · d8 black queen · e8 black king · f8 black bishop · h8 black rook · a7 black pawn · b7 black pawn · c7 black pawn · d7 black pawn · f7 white queen · g7 black pawn · h7 black pawn · c6 black knight · f6 black knight · e5 black pawn · c4 white bishop · e4 white pawn · a2 white pawn · b2 white pawn · c2 white pawn · d2 white pawn · f2 white pawn · g2 white pawn · h2 white pawn · a1 white rook · b1 white knight · c1 white bishop · e1 white king · g1 white knight · h1 white rook | a8 black rook · c8 black bishop · d8 black queen · e8 black king · f8 black bishop · h8 black rook · a7 black pawn · b7 black pawn · c7 black pawn · d7 black pawn · f7 white queen · g7 black pawn · h7 black pawn · c6 black knight · f6 black knight · e5 black pawn · c4 white bishop · e4 white pawn · a2 white pawn · b2 white pawn · c2 white pawn · d2 white pawn · f2 white pawn · g2 white pawn · h2 white pawn · a1 white rook · b1 white knight · c1 white bishop · e1 white king · g1 white knight · h1 white rook | a8 black rook · c8 black bishop · d8 black queen · e8 black king · f8 black bishop · h8 black rook · a7 black pawn · b7 black pawn · c7 black pawn · d7 black pawn · f7 white queen · g7 black pawn · h7 black pawn · c6 black knight · f6 black knight · e5 black pawn · c4 white bishop · e4 white pawn · a2 white pawn · b2 white pawn · c2 white pawn · d2 white pawn · f2 white pawn · g2 white pawn · h2 white pawn · a1 white rook · b1 white knight · c1 white bishop · e1 white king · g1 white knight · h1 white rook | a8 black rook · c8 black bishop · d8 black queen · e8 black king · f8 black bishop · h8 black rook · a7 black pawn · b7 black pawn · c7 black pawn · d7 black pawn · f7 white queen · g7 black pawn · h7 black pawn · c6 black knight · f6 black knight · e5 black pawn · c4 white bishop · e4 white pawn · a2 white pawn · b2 white pawn · c2 white pawn · d2 white pawn · f2 white pawn · g2 white pawn · h2 white pawn · a1 white rook · b1 white knight · c1 white bishop · e1 white king · g1 white knight · h1 white rook | a8 black rook · c8 black bishop · d8 black queen · e8 black king · f8 black bishop · h8 black rook · a7 black pawn · b7 black pawn · c7 black pawn · d7 black pawn · f7 white queen · g7 black pawn · h7 black pawn · c6 black knight · f6 black knight · e5 black pawn · c4 white bishop · e4 white pawn · a2 white pawn · b2 white pawn · c2 white pawn · d2 white pawn · f2 white pawn · g2 white pawn · h2 white pawn · a1 white rook · b1 white knight · c1 white bishop · e1 white king · g1 white knight · h1 white rook | 8 |
| 7 | a8 black rook · c8 black bishop · d8 black queen · e8 black king · f8 black bishop · h8 black rook · a7 black pawn · b7 black pawn · c7 black pawn · d7 black pawn · f7 white queen · g7 black pawn · h7 black pawn · c6 black knight · f6 black knight · e5 black pawn · c4 white bishop · e4 white pawn · a2 white pawn · b2 white pawn · c2 white pawn · d2 white pawn · f2 white pawn · g2 white pawn · h2 white pawn · a1 white rook · b1 white knight · c1 white bishop · e1 white king · g1 white knight · h1 white rook | a8 black rook · c8 black bishop · d8 black queen · e8 black king · f8 black bishop · h8 black rook · a7 black pawn · b7 black pawn · c7 black pawn · d7 black pawn · f7 white queen · g7 black pawn · h7 black pawn · c6 black knight · f6 black knight · e5 black pawn · c4 white bishop · e4 white pawn · a2 white pawn · b2 white pawn · c2 white pawn · d2 white pawn · f2 white pawn · g2 white pawn · h2 white pawn · a1 white rook · b1 white knight · c1 white bishop · e1 white king · g1 white knight · h1 white rook | a8 black rook · c8 black bishop · d8 black queen · e8 black king · f8 black bishop · h8 black rook · a7 black pawn · b7 black pawn · c7 black pawn · d7 black pawn · f7 white queen · g7 black pawn · h7 black pawn · c6 black knight · f6 black knight · e5 black pawn · c4 white bishop · e4 white pawn · a2 white pawn · b2 white pawn · c2 white pawn · d2 white pawn · f2 white pawn · g2 white pawn · h2 white pawn · a1 white rook · b1 white knight · c1 white bishop · e1 white king · g1 white knight · h1 white rook | a8 black rook · c8 black bishop · d8 black queen · e8 black king · f8 black bishop · h8 black rook · a7 black pawn · b7 black pawn · c7 black pawn · d7 black pawn · f7 white queen · g7 black pawn · h7 black pawn · c6 black knight · f6 black knight · e5 black pawn · c4 white bishop · e4 white pawn · a2 white pawn · b2 white pawn · c2 white pawn · d2 white pawn · f2 white pawn · g2 white pawn · h2 white pawn · a1 white rook · b1 white knight · c1 white bishop · e1 white king · g1 white knight · h1 white rook | a8 black rook · c8 black bishop · d8 black queen · e8 black king · f8 black bishop · h8 black rook · a7 black pawn · b7 black pawn · c7 black pawn · d7 black pawn · f7 white queen · g7 black pawn · h7 black pawn · c6 black knight · f6 black knight · e5 black pawn · c4 white bishop · e4 white pawn · a2 white pawn · b2 white pawn · c2 white pawn · d2 white pawn · f2 white pawn · g2 white pawn · h2 white pawn · a1 white rook · b1 white knight · c1 white bishop · e1 white king · g1 white knight · h1 white rook | a8 black rook · c8 black bishop · d8 black queen · e8 black king · f8 black bishop · h8 black rook · a7 black pawn · b7 black pawn · c7 black pawn · d7 black pawn · f7 white queen · g7 black pawn · h7 black pawn · c6 black knight · f6 black knight · e5 black pawn · c4 white bishop · e4 white pawn · a2 white pawn · b2 white pawn · c2 white pawn · d2 white pawn · f2 white pawn · g2 white pawn · h2 white pawn · a1 white rook · b1 white knight · c1 white bishop · e1 white king · g1 white knight · h1 white rook | a8 black rook · c8 black bishop · d8 black queen · e8 black king · f8 black bishop · h8 black rook · a7 black pawn · b7 black pawn · c7 black pawn · d7 black pawn · f7 white queen · g7 black pawn · h7 black pawn · c6 black knight · f6 black knight · e5 black pawn · c4 white bishop · e4 white pawn · a2 white pawn · b2 white pawn · c2 white pawn · d2 white pawn · f2 white pawn · g2 white pawn · h2 white pawn · a1 white rook · b1 white knight · c1 white bishop · e1 white king · g1 white knight · h1 white rook | a8 black rook · c8 black bishop · d8 black queen · e8 black king · f8 black bishop · h8 black rook · a7 black pawn · b7 black pawn · c7 black pawn · d7 black pawn · f7 white queen · g7 black pawn · h7 black pawn · c6 black knight · f6 black knight · e5 black pawn · c4 white bishop · e4 white pawn · a2 white pawn · b2 white pawn · c2 white pawn · d2 white pawn · f2 white pawn · g2 white pawn · h2 white pawn · a1 white rook · b1 white knight · c1 white bishop · e1 white king · g1 white knight · h1 white rook | 7 |
| 6 | a8 black rook · c8 black bishop · d8 black queen · e8 black king · f8 black bishop · h8 black rook · a7 black pawn · b7 black pawn · c7 black pawn · d7 black pawn · f7 white queen · g7 black pawn · h7 black pawn · c6 black knight · f6 black knight · e5 black pawn · c4 white bishop · e4 white pawn · a2 white pawn · b2 white pawn · c2 white pawn · d2 white pawn · f2 white pawn · g2 white pawn · h2 white pawn · a1 white rook · b1 white knight · c1 white bishop · e1 white king · g1 white knight · h1 white rook | a8 black rook · c8 black bishop · d8 black queen · e8 black king · f8 black bishop · h8 black rook · a7 black pawn · b7 black pawn · c7 black pawn · d7 black pawn · f7 white queen · g7 black pawn · h7 black pawn · c6 black knight · f6 black knight · e5 black pawn · c4 white bishop · e4 white pawn · a2 white pawn · b2 white pawn · c2 white pawn · d2 white pawn · f2 white pawn · g2 white pawn · h2 white pawn · a1 white rook · b1 white knight · c1 white bishop · e1 white king · g1 white knight · h1 white rook | a8 black rook · c8 black bishop · d8 black queen · e8 black king · f8 black bishop · h8 black rook · a7 black pawn · b7 black pawn · c7 black pawn · d7 black pawn · f7 white queen · g7 black pawn · h7 black pawn · c6 black knight · f6 black knight · e5 black pawn · c4 white bishop · e4 white pawn · a2 white pawn · b2 white pawn · c2 white pawn · d2 white pawn · f2 white pawn · g2 white pawn · h2 white pawn · a1 white rook · b1 white knight · c1 white bishop · e1 white king · g1 white knight · h1 white rook | a8 black rook · c8 black bishop · d8 black queen · e8 black king · f8 black bishop · h8 black rook · a7 black pawn · b7 black pawn · c7 black pawn · d7 black pawn · f7 white queen · g7 black pawn · h7 black pawn · c6 black knight · f6 black knight · e5 black pawn · c4 white bishop · e4 white pawn · a2 white pawn · b2 white pawn · c2 white pawn · d2 white pawn · f2 white pawn · g2 white pawn · h2 white pawn · a1 white rook · b1 white knight · c1 white bishop · e1 white king · g1 white knight · h1 white rook | a8 black rook · c8 black bishop · d8 black queen · e8 black king · f8 black bishop · h8 black rook · a7 black pawn · b7 black pawn · c7 black pawn · d7 black pawn · f7 white queen · g7 black pawn · h7 black pawn · c6 black knight · f6 black knight · e5 black pawn · c4 white bishop · e4 white pawn · a2 white pawn · b2 white pawn · c2 white pawn · d2 white pawn · f2 white pawn · g2 white pawn · h2 white pawn · a1 white rook · b1 white knight · c1 white bishop · e1 white king · g1 white knight · h1 white rook | a8 black rook · c8 black bishop · d8 black queen · e8 black king · f8 black bishop · h8 black rook · a7 black pawn · b7 black pawn · c7 black pawn · d7 black pawn · f7 white queen · g7 black pawn · h7 black pawn · c6 black knight · f6 black knight · e5 black pawn · c4 white bishop · e4 white pawn · a2 white pawn · b2 white pawn · c2 white pawn · d2 white pawn · f2 white pawn · g2 white pawn · h2 white pawn · a1 white rook · b1 white knight · c1 white bishop · e1 white king · g1 white knight · h1 white rook | a8 black rook · c8 black bishop · d8 black queen · e8 black king · f8 black bishop · h8 black rook · a7 black pawn · b7 black pawn · c7 black pawn · d7 black pawn · f7 white queen · g7 black pawn · h7 black pawn · c6 black knight · f6 black knight · e5 black pawn · c4 white bishop · e4 white pawn · a2 white pawn · b2 white pawn · c2 white pawn · d2 white pawn · f2 white pawn · g2 white pawn · h2 white pawn · a1 white rook · b1 white knight · c1 white bishop · e1 white king · g1 white knight · h1 white rook | a8 black rook · c8 black bishop · d8 black queen · e8 black king · f8 black bishop · h8 black rook · a7 black pawn · b7 black pawn · c7 black pawn · d7 black pawn · f7 white queen · g7 black pawn · h7 black pawn · c6 black knight · f6 black knight · e5 black pawn · c4 white bishop · e4 white pawn · a2 white pawn · b2 white pawn · c2 white pawn · d2 white pawn · f2 white pawn · g2 white pawn · h2 white pawn · a1 white rook · b1 white knight · c1 white bishop · e1 white king · g1 white knight · h1 white rook | 6 |
| 5 | a8 black rook · c8 black bishop · d8 black queen · e8 black king · f8 black bishop · h8 black rook · a7 black pawn · b7 black pawn · c7 black pawn · d7 black pawn · f7 white queen · g7 black pawn · h7 black pawn · c6 black knight · f6 black knight · e5 black pawn · c4 white bishop · e4 white pawn · a2 white pawn · b2 white pawn · c2 white pawn · d2 white pawn · f2 white pawn · g2 white pawn · h2 white pawn · a1 white rook · b1 white knight · c1 white bishop · e1 white king · g1 white knight · h1 white rook | a8 black rook · c8 black bishop · d8 black queen · e8 black king · f8 black bishop · h8 black rook · a7 black pawn · b7 black pawn · c7 black pawn · d7 black pawn · f7 white queen · g7 black pawn · h7 black pawn · c6 black knight · f6 black knight · e5 black pawn · c4 white bishop · e4 white pawn · a2 white pawn · b2 white pawn · c2 white pawn · d2 white pawn · f2 white pawn · g2 white pawn · h2 white pawn · a1 white rook · b1 white knight · c1 white bishop · e1 white king · g1 white knight · h1 white rook | a8 black rook · c8 black bishop · d8 black queen · e8 black king · f8 black bishop · h8 black rook · a7 black pawn · b7 black pawn · c7 black pawn · d7 black pawn · f7 white queen · g7 black pawn · h7 black pawn · c6 black knight · f6 black knight · e5 black pawn · c4 white bishop · e4 white pawn · a2 white pawn · b2 white pawn · c2 white pawn · d2 white pawn · f2 white pawn · g2 white pawn · h2 white pawn · a1 white rook · b1 white knight · c1 white bishop · e1 white king · g1 white knight · h1 white rook | a8 black rook · c8 black bishop · d8 black queen · e8 black king · f8 black bishop · h8 black rook · a7 black pawn · b7 black pawn · c7 black pawn · d7 black pawn · f7 white queen · g7 black pawn · h7 black pawn · c6 black knight · f6 black knight · e5 black pawn · c4 white bishop · e4 white pawn · a2 white pawn · b2 white pawn · c2 white pawn · d2 white pawn · f2 white pawn · g2 white pawn · h2 white pawn · a1 white rook · b1 white knight · c1 white bishop · e1 white king · g1 white knight · h1 white rook | a8 black rook · c8 black bishop · d8 black queen · e8 black king · f8 black bishop · h8 black rook · a7 black pawn · b7 black pawn · c7 black pawn · d7 black pawn · f7 white queen · g7 black pawn · h7 black pawn · c6 black knight · f6 black knight · e5 black pawn · c4 white bishop · e4 white pawn · a2 white pawn · b2 white pawn · c2 white pawn · d2 white pawn · f2 white pawn · g2 white pawn · h2 white pawn · a1 white rook · b1 white knight · c1 white bishop · e1 white king · g1 white knight · h1 white rook | a8 black rook · c8 black bishop · d8 black queen · e8 black king · f8 black bishop · h8 black rook · a7 black pawn · b7 black pawn · c7 black pawn · d7 black pawn · f7 white queen · g7 black pawn · h7 black pawn · c6 black knight · f6 black knight · e5 black pawn · c4 white bishop · e4 white pawn · a2 white pawn · b2 white pawn · c2 white pawn · d2 white pawn · f2 white pawn · g2 white pawn · h2 white pawn · a1 white rook · b1 white knight · c1 white bishop · e1 white king · g1 white knight · h1 white rook | a8 black rook · c8 black bishop · d8 black queen · e8 black king · f8 black bishop · h8 black rook · a7 black pawn · b7 black pawn · c7 black pawn · d7 black pawn · f7 white queen · g7 black pawn · h7 black pawn · c6 black knight · f6 black knight · e5 black pawn · c4 white bishop · e4 white pawn · a2 white pawn · b2 white pawn · c2 white pawn · d2 white pawn · f2 white pawn · g2 white pawn · h2 white pawn · a1 white rook · b1 white knight · c1 white bishop · e1 white king · g1 white knight · h1 white rook | a8 black rook · c8 black bishop · d8 black queen · e8 black king · f8 black bishop · h8 black rook · a7 black pawn · b7 black pawn · c7 black pawn · d7 black pawn · f7 white queen · g7 black pawn · h7 black pawn · c6 black knight · f6 black knight · e5 black pawn · c4 white bishop · e4 white pawn · a2 white pawn · b2 white pawn · c2 white pawn · d2 white pawn · f2 white pawn · g2 white pawn · h2 white pawn · a1 white rook · b1 white knight · c1 white bishop · e1 white king · g1 white knight · h1 white rook | 5 |
| 4 | a8 black rook · c8 black bishop · d8 black queen · e8 black king · f8 black bishop · h8 black rook · a7 black pawn · b7 black pawn · c7 black pawn · d7 black pawn · f7 white queen · g7 black pawn · h7 black pawn · c6 black knight · f6 black knight · e5 black pawn · c4 white bishop · e4 white pawn · a2 white pawn · b2 white pawn · c2 white pawn · d2 white pawn · f2 white pawn · g2 white pawn · h2 white pawn · a1 white rook · b1 white knight · c1 white bishop · e1 white king · g1 white knight · h1 white rook | a8 black rook · c8 black bishop · d8 black queen · e8 black king · f8 black bishop · h8 black rook · a7 black pawn · b7 black pawn · c7 black pawn · d7 black pawn · f7 white queen · g7 black pawn · h7 black pawn · c6 black knight · f6 black knight · e5 black pawn · c4 white bishop · e4 white pawn · a2 white pawn · b2 white pawn · c2 white pawn · d2 white pawn · f2 white pawn · g2 white pawn · h2 white pawn · a1 white rook · b1 white knight · c1 white bishop · e1 white king · g1 white knight · h1 white rook | a8 black rook · c8 black bishop · d8 black queen · e8 black king · f8 black bishop · h8 black rook · a7 black pawn · b7 black pawn · c7 black pawn · d7 black pawn · f7 white queen · g7 black pawn · h7 black pawn · c6 black knight · f6 black knight · e5 black pawn · c4 white bishop · e4 white pawn · a2 white pawn · b2 white pawn · c2 white pawn · d2 white pawn · f2 white pawn · g2 white pawn · h2 white pawn · a1 white rook · b1 white knight · c1 white bishop · e1 white king · g1 white knight · h1 white rook | a8 black rook · c8 black bishop · d8 black queen · e8 black king · f8 black bishop · h8 black rook · a7 black pawn · b7 black pawn · c7 black pawn · d7 black pawn · f7 white queen · g7 black pawn · h7 black pawn · c6 black knight · f6 black knight · e5 black pawn · c4 white bishop · e4 white pawn · a2 white pawn · b2 white pawn · c2 white pawn · d2 white pawn · f2 white pawn · g2 white pawn · h2 white pawn · a1 white rook · b1 white knight · c1 white bishop · e1 white king · g1 white knight · h1 white rook | a8 black rook · c8 black bishop · d8 black queen · e8 black king · f8 black bishop · h8 black rook · a7 black pawn · b7 black pawn · c7 black pawn · d7 black pawn · f7 white queen · g7 black pawn · h7 black pawn · c6 black knight · f6 black knight · e5 black pawn · c4 white bishop · e4 white pawn · a2 white pawn · b2 white pawn · c2 white pawn · d2 white pawn · f2 white pawn · g2 white pawn · h2 white pawn · a1 white rook · b1 white knight · c1 white bishop · e1 white king · g1 white knight · h1 white rook | a8 black rook · c8 black bishop · d8 black queen · e8 black king · f8 black bishop · h8 black rook · a7 black pawn · b7 black pawn · c7 black pawn · d7 black pawn · f7 white queen · g7 black pawn · h7 black pawn · c6 black knight · f6 black knight · e5 black pawn · c4 white bishop · e4 white pawn · a2 white pawn · b2 white pawn · c2 white pawn · d2 white pawn · f2 white pawn · g2 white pawn · h2 white pawn · a1 white rook · b1 white knight · c1 white bishop · e1 white king · g1 white knight · h1 white rook | a8 black rook · c8 black bishop · d8 black queen · e8 black king · f8 black bishop · h8 black rook · a7 black pawn · b7 black pawn · c7 black pawn · d7 black pawn · f7 white queen · g7 black pawn · h7 black pawn · c6 black knight · f6 black knight · e5 black pawn · c4 white bishop · e4 white pawn · a2 white pawn · b2 white pawn · c2 white pawn · d2 white pawn · f2 white pawn · g2 white pawn · h2 white pawn · a1 white rook · b1 white knight · c1 white bishop · e1 white king · g1 white knight · h1 white rook | a8 black rook · c8 black bishop · d8 black queen · e8 black king · f8 black bishop · h8 black rook · a7 black pawn · b7 black pawn · c7 black pawn · d7 black pawn · f7 white queen · g7 black pawn · h7 black pawn · c6 black knight · f6 black knight · e5 black pawn · c4 white bishop · e4 white pawn · a2 white pawn · b2 white pawn · c2 white pawn · d2 white pawn · f2 white pawn · g2 white pawn · h2 white pawn · a1 white rook · b1 white knight · c1 white bishop · e1 white king · g1 white knight · h1 white rook | 4 |
| 3 | a8 black rook · c8 black bishop · d8 black queen · e8 black king · f8 black bishop · h8 black rook · a7 black pawn · b7 black pawn · c7 black pawn · d7 black pawn · f7 white queen · g7 black pawn · h7 black pawn · c6 black knight · f6 black knight · e5 black pawn · c4 white bishop · e4 white pawn · a2 white pawn · b2 white pawn · c2 white pawn · d2 white pawn · f2 white pawn · g2 white pawn · h2 white pawn · a1 white rook · b1 white knight · c1 white bishop · e1 white king · g1 white knight · h1 white rook | a8 black rook · c8 black bishop · d8 black queen · e8 black king · f8 black bishop · h8 black rook · a7 black pawn · b7 black pawn · c7 black pawn · d7 black pawn · f7 white queen · g7 black pawn · h7 black pawn · c6 black knight · f6 black knight · e5 black pawn · c4 white bishop · e4 white pawn · a2 white pawn · b2 white pawn · c2 white pawn · d2 white pawn · f2 white pawn · g2 white pawn · h2 white pawn · a1 white rook · b1 white knight · c1 white bishop · e1 white king · g1 white knight · h1 white rook | a8 black rook · c8 black bishop · d8 black queen · e8 black king · f8 black bishop · h8 black rook · a7 black pawn · b7 black pawn · c7 black pawn · d7 black pawn · f7 white queen · g7 black pawn · h7 black pawn · c6 black knight · f6 black knight · e5 black pawn · c4 white bishop · e4 white pawn · a2 white pawn · b2 white pawn · c2 white pawn · d2 white pawn · f2 white pawn · g2 white pawn · h2 white pawn · a1 white rook · b1 white knight · c1 white bishop · e1 white king · g1 white knight · h1 white rook | a8 black rook · c8 black bishop · d8 black queen · e8 black king · f8 black bishop · h8 black rook · a7 black pawn · b7 black pawn · c7 black pawn · d7 black pawn · f7 white queen · g7 black pawn · h7 black pawn · c6 black knight · f6 black knight · e5 black pawn · c4 white bishop · e4 white pawn · a2 white pawn · b2 white pawn · c2 white pawn · d2 white pawn · f2 white pawn · g2 white pawn · h2 white pawn · a1 white rook · b1 white knight · c1 white bishop · e1 white king · g1 white knight · h1 white rook | a8 black rook · c8 black bishop · d8 black queen · e8 black king · f8 black bishop · h8 black rook · a7 black pawn · b7 black pawn · c7 black pawn · d7 black pawn · f7 white queen · g7 black pawn · h7 black pawn · c6 black knight · f6 black knight · e5 black pawn · c4 white bishop · e4 white pawn · a2 white pawn · b2 white pawn · c2 white pawn · d2 white pawn · f2 white pawn · g2 white pawn · h2 white pawn · a1 white rook · b1 white knight · c1 white bishop · e1 white king · g1 white knight · h1 white rook | a8 black rook · c8 black bishop · d8 black queen · e8 black king · f8 black bishop · h8 black rook · a7 black pawn · b7 black pawn · c7 black pawn · d7 black pawn · f7 white queen · g7 black pawn · h7 black pawn · c6 black knight · f6 black knight · e5 black pawn · c4 white bishop · e4 white pawn · a2 white pawn · b2 white pawn · c2 white pawn · d2 white pawn · f2 white pawn · g2 white pawn · h2 white pawn · a1 white rook · b1 white knight · c1 white bishop · e1 white king · g1 white knight · h1 white rook | a8 black rook · c8 black bishop · d8 black queen · e8 black king · f8 black bishop · h8 black rook · a7 black pawn · b7 black pawn · c7 black pawn · d7 black pawn · f7 white queen · g7 black pawn · h7 black pawn · c6 black knight · f6 black knight · e5 black pawn · c4 white bishop · e4 white pawn · a2 white pawn · b2 white pawn · c2 white pawn · d2 white pawn · f2 white pawn · g2 white pawn · h2 white pawn · a1 white rook · b1 white knight · c1 white bishop · e1 white king · g1 white knight · h1 white rook | a8 black rook · c8 black bishop · d8 black queen · e8 black king · f8 black bishop · h8 black rook · a7 black pawn · b7 black pawn · c7 black pawn · d7 black pawn · f7 white queen · g7 black pawn · h7 black pawn · c6 black knight · f6 black knight · e5 black pawn · c4 white bishop · e4 white pawn · a2 white pawn · b2 white pawn · c2 white pawn · d2 white pawn · f2 white pawn · g2 white pawn · h2 white pawn · a1 white rook · b1 white knight · c1 white bishop · e1 white king · g1 white knight · h1 white rook | 3 |
| 2 | a8 black rook · c8 black bishop · d8 black queen · e8 black king · f8 black bishop · h8 black rook · a7 black pawn · b7 black pawn · c7 black pawn · d7 black pawn · f7 white queen · g7 black pawn · h7 black pawn · c6 black knight · f6 black knight · e5 black pawn · c4 white bishop · e4 white pawn · a2 white pawn · b2 white pawn · c2 white pawn · d2 white pawn · f2 white pawn · g2 white pawn · h2 white pawn · a1 white rook · b1 white knight · c1 white bishop · e1 white king · g1 white knight · h1 white rook | a8 black rook · c8 black bishop · d8 black queen · e8 black king · f8 black bishop · h8 black rook · a7 black pawn · b7 black pawn · c7 black pawn · d7 black pawn · f7 white queen · g7 black pawn · h7 black pawn · c6 black knight · f6 black knight · e5 black pawn · c4 white bishop · e4 white pawn · a2 white pawn · b2 white pawn · c2 white pawn · d2 white pawn · f2 white pawn · g2 white pawn · h2 white pawn · a1 white rook · b1 white knight · c1 white bishop · e1 white king · g1 white knight · h1 white rook | a8 black rook · c8 black bishop · d8 black queen · e8 black king · f8 black bishop · h8 black rook · a7 black pawn · b7 black pawn · c7 black pawn · d7 black pawn · f7 white queen · g7 black pawn · h7 black pawn · c6 black knight · f6 black knight · e5 black pawn · c4 white bishop · e4 white pawn · a2 white pawn · b2 white pawn · c2 white pawn · d2 white pawn · f2 white pawn · g2 white pawn · h2 white pawn · a1 white rook · b1 white knight · c1 white bishop · e1 white king · g1 white knight · h1 white rook | a8 black rook · c8 black bishop · d8 black queen · e8 black king · f8 black bishop · h8 black rook · a7 black pawn · b7 black pawn · c7 black pawn · d7 black pawn · f7 white queen · g7 black pawn · h7 black pawn · c6 black knight · f6 black knight · e5 black pawn · c4 white bishop · e4 white pawn · a2 white pawn · b2 white pawn · c2 white pawn · d2 white pawn · f2 white pawn · g2 white pawn · h2 white pawn · a1 white rook · b1 white knight · c1 white bishop · e1 white king · g1 white knight · h1 white rook | a8 black rook · c8 black bishop · d8 black queen · e8 black king · f8 black bishop · h8 black rook · a7 black pawn · b7 black pawn · c7 black pawn · d7 black pawn · f7 white queen · g7 black pawn · h7 black pawn · c6 black knight · f6 black knight · e5 black pawn · c4 white bishop · e4 white pawn · a2 white pawn · b2 white pawn · c2 white pawn · d2 white pawn · f2 white pawn · g2 white pawn · h2 white pawn · a1 white rook · b1 white knight · c1 white bishop · e1 white king · g1 white knight · h1 white rook | a8 black rook · c8 black bishop · d8 black queen · e8 black king · f8 black bishop · h8 black rook · a7 black pawn · b7 black pawn · c7 black pawn · d7 black pawn · f7 white queen · g7 black pawn · h7 black pawn · c6 black knight · f6 black knight · e5 black pawn · c4 white bishop · e4 white pawn · a2 white pawn · b2 white pawn · c2 white pawn · d2 white pawn · f2 white pawn · g2 white pawn · h2 white pawn · a1 white rook · b1 white knight · c1 white bishop · e1 white king · g1 white knight · h1 white rook | a8 black rook · c8 black bishop · d8 black queen · e8 black king · f8 black bishop · h8 black rook · a7 black pawn · b7 black pawn · c7 black pawn · d7 black pawn · f7 white queen · g7 black pawn · h7 black pawn · c6 black knight · f6 black knight · e5 black pawn · c4 white bishop · e4 white pawn · a2 white pawn · b2 white pawn · c2 white pawn · d2 white pawn · f2 white pawn · g2 white pawn · h2 white pawn · a1 white rook · b1 white knight · c1 white bishop · e1 white king · g1 white knight · h1 white rook | a8 black rook · c8 black bishop · d8 black queen · e8 black king · f8 black bishop · h8 black rook · a7 black pawn · b7 black pawn · c7 black pawn · d7 black pawn · f7 white queen · g7 black pawn · h7 black pawn · c6 black knight · f6 black knight · e5 black pawn · c4 white bishop · e4 white pawn · a2 white pawn · b2 white pawn · c2 white pawn · d2 white pawn · f2 white pawn · g2 white pawn · h2 white pawn · a1 white rook · b1 white knight · c1 white bishop · e1 white king · g1 white knight · h1 white rook | 2 |
| 1 | a8 black rook · c8 black bishop · d8 black queen · e8 black king · f8 black bishop · h8 black rook · a7 black pawn · b7 black pawn · c7 black pawn · d7 black pawn · f7 white queen · g7 black pawn · h7 black pawn · c6 black knight · f6 black knight · e5 black pawn · c4 white bishop · e4 white pawn · a2 white pawn · b2 white pawn · c2 white pawn · d2 white pawn · f2 white pawn · g2 white pawn · h2 white pawn · a1 white rook · b1 white knight · c1 white bishop · e1 white king · g1 white knight · h1 white rook | a8 black rook · c8 black bishop · d8 black queen · e8 black king · f8 black bishop · h8 black rook · a7 black pawn · b7 black pawn · c7 black pawn · d7 black pawn · f7 white queen · g7 black pawn · h7 black pawn · c6 black knight · f6 black knight · e5 black pawn · c4 white bishop · e4 white pawn · a2 white pawn · b2 white pawn · c2 white pawn · d2 white pawn · f2 white pawn · g2 white pawn · h2 white pawn · a1 white rook · b1 white knight · c1 white bishop · e1 white king · g1 white knight · h1 white rook | a8 black rook · c8 black bishop · d8 black queen · e8 black king · f8 black bishop · h8 black rook · a7 black pawn · b7 black pawn · c7 black pawn · d7 black pawn · f7 white queen · g7 black pawn · h7 black pawn · c6 black knight · f6 black knight · e5 black pawn · c4 white bishop · e4 white pawn · a2 white pawn · b2 white pawn · c2 white pawn · d2 white pawn · f2 white pawn · g2 white pawn · h2 white pawn · a1 white rook · b1 white knight · c1 white bishop · e1 white king · g1 white knight · h1 white rook | a8 black rook · c8 black bishop · d8 black queen · e8 black king · f8 black bishop · h8 black rook · a7 black pawn · b7 black pawn · c7 black pawn · d7 black pawn · f7 white queen · g7 black pawn · h7 black pawn · c6 black knight · f6 black knight · e5 black pawn · c4 white bishop · e4 white pawn · a2 white pawn · b2 white pawn · c2 white pawn · d2 white pawn · f2 white pawn · g2 white pawn · h2 white pawn · a1 white rook · b1 white knight · c1 white bishop · e1 white king · g1 white knight · h1 white rook | a8 black rook · c8 black bishop · d8 black queen · e8 black king · f8 black bishop · h8 black rook · a7 black pawn · b7 black pawn · c7 black pawn · d7 black pawn · f7 white queen · g7 black pawn · h7 black pawn · c6 black knight · f6 black knight · e5 black pawn · c4 white bishop · e4 white pawn · a2 white pawn · b2 white pawn · c2 white pawn · d2 white pawn · f2 white pawn · g2 white pawn · h2 white pawn · a1 white rook · b1 white knight · c1 white bishop · e1 white king · g1 white knight · h1 white rook | a8 black rook · c8 black bishop · d8 black queen · e8 black king · f8 black bishop · h8 black rook · a7 black pawn · b7 black pawn · c7 black pawn · d7 black pawn · f7 white queen · g7 black pawn · h7 black pawn · c6 black knight · f6 black knight · e5 black pawn · c4 white bishop · e4 white pawn · a2 white pawn · b2 white pawn · c2 white pawn · d2 white pawn · f2 white pawn · g2 white pawn · h2 white pawn · a1 white rook · b1 white knight · c1 white bishop · e1 white king · g1 white knight · h1 white rook | a8 black rook · c8 black bishop · d8 black queen · e8 black king · f8 black bishop · h8 black rook · a7 black pawn · b7 black pawn · c7 black pawn · d7 black pawn · f7 white queen · g7 black pawn · h7 black pawn · c6 black knight · f6 black knight · e5 black pawn · c4 white bishop · e4 white pawn · a2 white pawn · b2 white pawn · c2 white pawn · d2 white pawn · f2 white pawn · g2 white pawn · h2 white pawn · a1 white rook · b1 white knight · c1 white bishop · e1 white king · g1 white knight · h1 white rook | a8 black rook · c8 black bishop · d8 black queen · e8 black king · f8 black bishop · h8 black rook · a7 black pawn · b7 black pawn · c7 black pawn · d7 black pawn · f7 white queen · g7 black pawn · h7 black pawn · c6 black knight · f6 black knight · e5 black pawn · c4 white bishop · e4 white pawn · a2 white pawn · b2 white pawn · c2 white pawn · d2 white pawn · f2 white pawn · g2 white pawn · h2 white pawn · a1 white rook · b1 white knight · c1 white bishop · e1 white king · g1 white knight · h1 white rook | 1 |
|   | a | b | c | d | e | f | g | h |   |

2. преко 2. ...Лц5 варијанте, тако што се играју потези 3. Дх5 Сф6 4. Д:ф7#
|   | a | b | c | d | e | f | g | h |   |
| 8 | a8 black rook · b8 black knight · c8 black bishop · d8 black queen · e8 black king · g8 black knight · h8 black rook · a7 black pawn · b7 black pawn · c7 black pawn · d7 black pawn · f7 white queen · g7 black pawn · h7 black pawn · f6 black knight · c5 black bishop · e5 black pawn · c4 white bishop · e4 white pawn · a2 white pawn · b2 white pawn · c2 white pawn · d2 white pawn · f2 white pawn · g2 white pawn · h2 white pawn · a1 white rook · b1 white knight · c1 white bishop · e1 white king · g1 white knight · h1 white rook | a8 black rook · b8 black knight · c8 black bishop · d8 black queen · e8 black king · g8 black knight · h8 black rook · a7 black pawn · b7 black pawn · c7 black pawn · d7 black pawn · f7 white queen · g7 black pawn · h7 black pawn · f6 black knight · c5 black bishop · e5 black pawn · c4 white bishop · e4 white pawn · a2 white pawn · b2 white pawn · c2 white pawn · d2 white pawn · f2 white pawn · g2 white pawn · h2 white pawn · a1 white rook · b1 white knight · c1 white bishop · e1 white king · g1 white knight · h1 white rook | a8 black rook · b8 black knight · c8 black bishop · d8 black queen · e8 black king · g8 black knight · h8 black rook · a7 black pawn · b7 black pawn · c7 black pawn · d7 black pawn · f7 white queen · g7 black pawn · h7 black pawn · f6 black knight · c5 black bishop · e5 black pawn · c4 white bishop · e4 white pawn · a2 white pawn · b2 white pawn · c2 white pawn · d2 white pawn · f2 white pawn · g2 white pawn · h2 white pawn · a1 white rook · b1 white knight · c1 white bishop · e1 white king · g1 white knight · h1 white rook | a8 black rook · b8 black knight · c8 black bishop · d8 black queen · e8 black king · g8 black knight · h8 black rook · a7 black pawn · b7 black pawn · c7 black pawn · d7 black pawn · f7 white queen · g7 black pawn · h7 black pawn · f6 black knight · c5 black bishop · e5 black pawn · c4 white bishop · e4 white pawn · a2 white pawn · b2 white pawn · c2 white pawn · d2 white pawn · f2 white pawn · g2 white pawn · h2 white pawn · a1 white rook · b1 white knight · c1 white bishop · e1 white king · g1 white knight · h1 white rook | a8 black rook · b8 black knight · c8 black bishop · d8 black queen · e8 black king · g8 black knight · h8 black rook · a7 black pawn · b7 black pawn · c7 black pawn · d7 black pawn · f7 white queen · g7 black pawn · h7 black pawn · f6 black knight · c5 black bishop · e5 black pawn · c4 white bishop · e4 white pawn · a2 white pawn · b2 white pawn · c2 white pawn · d2 white pawn · f2 white pawn · g2 white pawn · h2 white pawn · a1 white rook · b1 white knight · c1 white bishop · e1 white king · g1 white knight · h1 white rook | a8 black rook · b8 black knight · c8 black bishop · d8 black queen · e8 black king · g8 black knight · h8 black rook · a7 black pawn · b7 black pawn · c7 black pawn · d7 black pawn · f7 white queen · g7 black pawn · h7 black pawn · f6 black knight · c5 black bishop · e5 black pawn · c4 white bishop · e4 white pawn · a2 white pawn · b2 white pawn · c2 white pawn · d2 white pawn · f2 white pawn · g2 white pawn · h2 white pawn · a1 white rook · b1 white knight · c1 white bishop · e1 white king · g1 white knight · h1 white rook | a8 black rook · b8 black knight · c8 black bishop · d8 black queen · e8 black king · g8 black knight · h8 black rook · a7 black pawn · b7 black pawn · c7 black pawn · d7 black pawn · f7 white queen · g7 black pawn · h7 black pawn · f6 black knight · c5 black bishop · e5 black pawn · c4 white bishop · e4 white pawn · a2 white pawn · b2 white pawn · c2 white pawn · d2 white pawn · f2 white pawn · g2 white pawn · h2 white pawn · a1 white rook · b1 white knight · c1 white bishop · e1 white king · g1 white knight · h1 white rook | a8 black rook · b8 black knight · c8 black bishop · d8 black queen · e8 black king · g8 black knight · h8 black rook · a7 black pawn · b7 black pawn · c7 black pawn · d7 black pawn · f7 white queen · g7 black pawn · h7 black pawn · f6 black knight · c5 black bishop · e5 black pawn · c4 white bishop · e4 white pawn · a2 white pawn · b2 white pawn · c2 white pawn · d2 white pawn · f2 white pawn · g2 white pawn · h2 white pawn · a1 white rook · b1 white knight · c1 white bishop · e1 white king · g1 white knight · h1 white rook | 8 |
| 7 | a8 black rook · b8 black knight · c8 black bishop · d8 black queen · e8 black king · g8 black knight · h8 black rook · a7 black pawn · b7 black pawn · c7 black pawn · d7 black pawn · f7 white queen · g7 black pawn · h7 black pawn · f6 black knight · c5 black bishop · e5 black pawn · c4 white bishop · e4 white pawn · a2 white pawn · b2 white pawn · c2 white pawn · d2 white pawn · f2 white pawn · g2 white pawn · h2 white pawn · a1 white rook · b1 white knight · c1 white bishop · e1 white king · g1 white knight · h1 white rook | a8 black rook · b8 black knight · c8 black bishop · d8 black queen · e8 black king · g8 black knight · h8 black rook · a7 black pawn · b7 black pawn · c7 black pawn · d7 black pawn · f7 white queen · g7 black pawn · h7 black pawn · f6 black knight · c5 black bishop · e5 black pawn · c4 white bishop · e4 white pawn · a2 white pawn · b2 white pawn · c2 white pawn · d2 white pawn · f2 white pawn · g2 white pawn · h2 white pawn · a1 white rook · b1 white knight · c1 white bishop · e1 white king · g1 white knight · h1 white rook | a8 black rook · b8 black knight · c8 black bishop · d8 black queen · e8 black king · g8 black knight · h8 black rook · a7 black pawn · b7 black pawn · c7 black pawn · d7 black pawn · f7 white queen · g7 black pawn · h7 black pawn · f6 black knight · c5 black bishop · e5 black pawn · c4 white bishop · e4 white pawn · a2 white pawn · b2 white pawn · c2 white pawn · d2 white pawn · f2 white pawn · g2 white pawn · h2 white pawn · a1 white rook · b1 white knight · c1 white bishop · e1 white king · g1 white knight · h1 white rook | a8 black rook · b8 black knight · c8 black bishop · d8 black queen · e8 black king · g8 black knight · h8 black rook · a7 black pawn · b7 black pawn · c7 black pawn · d7 black pawn · f7 white queen · g7 black pawn · h7 black pawn · f6 black knight · c5 black bishop · e5 black pawn · c4 white bishop · e4 white pawn · a2 white pawn · b2 white pawn · c2 white pawn · d2 white pawn · f2 white pawn · g2 white pawn · h2 white pawn · a1 white rook · b1 white knight · c1 white bishop · e1 white king · g1 white knight · h1 white rook | a8 black rook · b8 black knight · c8 black bishop · d8 black queen · e8 black king · g8 black knight · h8 black rook · a7 black pawn · b7 black pawn · c7 black pawn · d7 black pawn · f7 white queen · g7 black pawn · h7 black pawn · f6 black knight · c5 black bishop · e5 black pawn · c4 white bishop · e4 white pawn · a2 white pawn · b2 white pawn · c2 white pawn · d2 white pawn · f2 white pawn · g2 white pawn · h2 white pawn · a1 white rook · b1 white knight · c1 white bishop · e1 white king · g1 white knight · h1 white rook | a8 black rook · b8 black knight · c8 black bishop · d8 black queen · e8 black king · g8 black knight · h8 black rook · a7 black pawn · b7 black pawn · c7 black pawn · d7 black pawn · f7 white queen · g7 black pawn · h7 black pawn · f6 black knight · c5 black bishop · e5 black pawn · c4 white bishop · e4 white pawn · a2 white pawn · b2 white pawn · c2 white pawn · d2 white pawn · f2 white pawn · g2 white pawn · h2 white pawn · a1 white rook · b1 white knight · c1 white bishop · e1 white king · g1 white knight · h1 white rook | a8 black rook · b8 black knight · c8 black bishop · d8 black queen · e8 black king · g8 black knight · h8 black rook · a7 black pawn · b7 black pawn · c7 black pawn · d7 black pawn · f7 white queen · g7 black pawn · h7 black pawn · f6 black knight · c5 black bishop · e5 black pawn · c4 white bishop · e4 white pawn · a2 white pawn · b2 white pawn · c2 white pawn · d2 white pawn · f2 white pawn · g2 white pawn · h2 white pawn · a1 white rook · b1 white knight · c1 white bishop · e1 white king · g1 white knight · h1 white rook | a8 black rook · b8 black knight · c8 black bishop · d8 black queen · e8 black king · g8 black knight · h8 black rook · a7 black pawn · b7 black pawn · c7 black pawn · d7 black pawn · f7 white queen · g7 black pawn · h7 black pawn · f6 black knight · c5 black bishop · e5 black pawn · c4 white bishop · e4 white pawn · a2 white pawn · b2 white pawn · c2 white pawn · d2 white pawn · f2 white pawn · g2 white pawn · h2 white pawn · a1 white rook · b1 white knight · c1 white bishop · e1 white king · g1 white knight · h1 white rook | 7 |
| 6 | a8 black rook · b8 black knight · c8 black bishop · d8 black queen · e8 black king · g8 black knight · h8 black rook · a7 black pawn · b7 black pawn · c7 black pawn · d7 black pawn · f7 white queen · g7 black pawn · h7 black pawn · f6 black knight · c5 black bishop · e5 black pawn · c4 white bishop · e4 white pawn · a2 white pawn · b2 white pawn · c2 white pawn · d2 white pawn · f2 white pawn · g2 white pawn · h2 white pawn · a1 white rook · b1 white knight · c1 white bishop · e1 white king · g1 white knight · h1 white rook | a8 black rook · b8 black knight · c8 black bishop · d8 black queen · e8 black king · g8 black knight · h8 black rook · a7 black pawn · b7 black pawn · c7 black pawn · d7 black pawn · f7 white queen · g7 black pawn · h7 black pawn · f6 black knight · c5 black bishop · e5 black pawn · c4 white bishop · e4 white pawn · a2 white pawn · b2 white pawn · c2 white pawn · d2 white pawn · f2 white pawn · g2 white pawn · h2 white pawn · a1 white rook · b1 white knight · c1 white bishop · e1 white king · g1 white knight · h1 white rook | a8 black rook · b8 black knight · c8 black bishop · d8 black queen · e8 black king · g8 black knight · h8 black rook · a7 black pawn · b7 black pawn · c7 black pawn · d7 black pawn · f7 white queen · g7 black pawn · h7 black pawn · f6 black knight · c5 black bishop · e5 black pawn · c4 white bishop · e4 white pawn · a2 white pawn · b2 white pawn · c2 white pawn · d2 white pawn · f2 white pawn · g2 white pawn · h2 white pawn · a1 white rook · b1 white knight · c1 white bishop · e1 white king · g1 white knight · h1 white rook | a8 black rook · b8 black knight · c8 black bishop · d8 black queen · e8 black king · g8 black knight · h8 black rook · a7 black pawn · b7 black pawn · c7 black pawn · d7 black pawn · f7 white queen · g7 black pawn · h7 black pawn · f6 black knight · c5 black bishop · e5 black pawn · c4 white bishop · e4 white pawn · a2 white pawn · b2 white pawn · c2 white pawn · d2 white pawn · f2 white pawn · g2 white pawn · h2 white pawn · a1 white rook · b1 white knight · c1 white bishop · e1 white king · g1 white knight · h1 white rook | a8 black rook · b8 black knight · c8 black bishop · d8 black queen · e8 black king · g8 black knight · h8 black rook · a7 black pawn · b7 black pawn · c7 black pawn · d7 black pawn · f7 white queen · g7 black pawn · h7 black pawn · f6 black knight · c5 black bishop · e5 black pawn · c4 white bishop · e4 white pawn · a2 white pawn · b2 white pawn · c2 white pawn · d2 white pawn · f2 white pawn · g2 white pawn · h2 white pawn · a1 white rook · b1 white knight · c1 white bishop · e1 white king · g1 white knight · h1 white rook | a8 black rook · b8 black knight · c8 black bishop · d8 black queen · e8 black king · g8 black knight · h8 black rook · a7 black pawn · b7 black pawn · c7 black pawn · d7 black pawn · f7 white queen · g7 black pawn · h7 black pawn · f6 black knight · c5 black bishop · e5 black pawn · c4 white bishop · e4 white pawn · a2 white pawn · b2 white pawn · c2 white pawn · d2 white pawn · f2 white pawn · g2 white pawn · h2 white pawn · a1 white rook · b1 white knight · c1 white bishop · e1 white king · g1 white knight · h1 white rook | a8 black rook · b8 black knight · c8 black bishop · d8 black queen · e8 black king · g8 black knight · h8 black rook · a7 black pawn · b7 black pawn · c7 black pawn · d7 black pawn · f7 white queen · g7 black pawn · h7 black pawn · f6 black knight · c5 black bishop · e5 black pawn · c4 white bishop · e4 white pawn · a2 white pawn · b2 white pawn · c2 white pawn · d2 white pawn · f2 white pawn · g2 white pawn · h2 white pawn · a1 white rook · b1 white knight · c1 white bishop · e1 white king · g1 white knight · h1 white rook | a8 black rook · b8 black knight · c8 black bishop · d8 black queen · e8 black king · g8 black knight · h8 black rook · a7 black pawn · b7 black pawn · c7 black pawn · d7 black pawn · f7 white queen · g7 black pawn · h7 black pawn · f6 black knight · c5 black bishop · e5 black pawn · c4 white bishop · e4 white pawn · a2 white pawn · b2 white pawn · c2 white pawn · d2 white pawn · f2 white pawn · g2 white pawn · h2 white pawn · a1 white rook · b1 white knight · c1 white bishop · e1 white king · g1 white knight · h1 white rook | 6 |
| 5 | a8 black rook · b8 black knight · c8 black bishop · d8 black queen · e8 black king · g8 black knight · h8 black rook · a7 black pawn · b7 black pawn · c7 black pawn · d7 black pawn · f7 white queen · g7 black pawn · h7 black pawn · f6 black knight · c5 black bishop · e5 black pawn · c4 white bishop · e4 white pawn · a2 white pawn · b2 white pawn · c2 white pawn · d2 white pawn · f2 white pawn · g2 white pawn · h2 white pawn · a1 white rook · b1 white knight · c1 white bishop · e1 white king · g1 white knight · h1 white rook | a8 black rook · b8 black knight · c8 black bishop · d8 black queen · e8 black king · g8 black knight · h8 black rook · a7 black pawn · b7 black pawn · c7 black pawn · d7 black pawn · f7 white queen · g7 black pawn · h7 black pawn · f6 black knight · c5 black bishop · e5 black pawn · c4 white bishop · e4 white pawn · a2 white pawn · b2 white pawn · c2 white pawn · d2 white pawn · f2 white pawn · g2 white pawn · h2 white pawn · a1 white rook · b1 white knight · c1 white bishop · e1 white king · g1 white knight · h1 white rook | a8 black rook · b8 black knight · c8 black bishop · d8 black queen · e8 black king · g8 black knight · h8 black rook · a7 black pawn · b7 black pawn · c7 black pawn · d7 black pawn · f7 white queen · g7 black pawn · h7 black pawn · f6 black knight · c5 black bishop · e5 black pawn · c4 white bishop · e4 white pawn · a2 white pawn · b2 white pawn · c2 white pawn · d2 white pawn · f2 white pawn · g2 white pawn · h2 white pawn · a1 white rook · b1 white knight · c1 white bishop · e1 white king · g1 white knight · h1 white rook | a8 black rook · b8 black knight · c8 black bishop · d8 black queen · e8 black king · g8 black knight · h8 black rook · a7 black pawn · b7 black pawn · c7 black pawn · d7 black pawn · f7 white queen · g7 black pawn · h7 black pawn · f6 black knight · c5 black bishop · e5 black pawn · c4 white bishop · e4 white pawn · a2 white pawn · b2 white pawn · c2 white pawn · d2 white pawn · f2 white pawn · g2 white pawn · h2 white pawn · a1 white rook · b1 white knight · c1 white bishop · e1 white king · g1 white knight · h1 white rook | a8 black rook · b8 black knight · c8 black bishop · d8 black queen · e8 black king · g8 black knight · h8 black rook · a7 black pawn · b7 black pawn · c7 black pawn · d7 black pawn · f7 white queen · g7 black pawn · h7 black pawn · f6 black knight · c5 black bishop · e5 black pawn · c4 white bishop · e4 white pawn · a2 white pawn · b2 white pawn · c2 white pawn · d2 white pawn · f2 white pawn · g2 white pawn · h2 white pawn · a1 white rook · b1 white knight · c1 white bishop · e1 white king · g1 white knight · h1 white rook | a8 black rook · b8 black knight · c8 black bishop · d8 black queen · e8 black king · g8 black knight · h8 black rook · a7 black pawn · b7 black pawn · c7 black pawn · d7 black pawn · f7 white queen · g7 black pawn · h7 black pawn · f6 black knight · c5 black bishop · e5 black pawn · c4 white bishop · e4 white pawn · a2 white pawn · b2 white pawn · c2 white pawn · d2 white pawn · f2 white pawn · g2 white pawn · h2 white pawn · a1 white rook · b1 white knight · c1 white bishop · e1 white king · g1 white knight · h1 white rook | a8 black rook · b8 black knight · c8 black bishop · d8 black queen · e8 black king · g8 black knight · h8 black rook · a7 black pawn · b7 black pawn · c7 black pawn · d7 black pawn · f7 white queen · g7 black pawn · h7 black pawn · f6 black knight · c5 black bishop · e5 black pawn · c4 white bishop · e4 white pawn · a2 white pawn · b2 white pawn · c2 white pawn · d2 white pawn · f2 white pawn · g2 white pawn · h2 white pawn · a1 white rook · b1 white knight · c1 white bishop · e1 white king · g1 white knight · h1 white rook | a8 black rook · b8 black knight · c8 black bishop · d8 black queen · e8 black king · g8 black knight · h8 black rook · a7 black pawn · b7 black pawn · c7 black pawn · d7 black pawn · f7 white queen · g7 black pawn · h7 black pawn · f6 black knight · c5 black bishop · e5 black pawn · c4 white bishop · e4 white pawn · a2 white pawn · b2 white pawn · c2 white pawn · d2 white pawn · f2 white pawn · g2 white pawn · h2 white pawn · a1 white rook · b1 white knight · c1 white bishop · e1 white king · g1 white knight · h1 white rook | 5 |
| 4 | a8 black rook · b8 black knight · c8 black bishop · d8 black queen · e8 black king · g8 black knight · h8 black rook · a7 black pawn · b7 black pawn · c7 black pawn · d7 black pawn · f7 white queen · g7 black pawn · h7 black pawn · f6 black knight · c5 black bishop · e5 black pawn · c4 white bishop · e4 white pawn · a2 white pawn · b2 white pawn · c2 white pawn · d2 white pawn · f2 white pawn · g2 white pawn · h2 white pawn · a1 white rook · b1 white knight · c1 white bishop · e1 white king · g1 white knight · h1 white rook | a8 black rook · b8 black knight · c8 black bishop · d8 black queen · e8 black king · g8 black knight · h8 black rook · a7 black pawn · b7 black pawn · c7 black pawn · d7 black pawn · f7 white queen · g7 black pawn · h7 black pawn · f6 black knight · c5 black bishop · e5 black pawn · c4 white bishop · e4 white pawn · a2 white pawn · b2 white pawn · c2 white pawn · d2 white pawn · f2 white pawn · g2 white pawn · h2 white pawn · a1 white rook · b1 white knight · c1 white bishop · e1 white king · g1 white knight · h1 white rook | a8 black rook · b8 black knight · c8 black bishop · d8 black queen · e8 black king · g8 black knight · h8 black rook · a7 black pawn · b7 black pawn · c7 black pawn · d7 black pawn · f7 white queen · g7 black pawn · h7 black pawn · f6 black knight · c5 black bishop · e5 black pawn · c4 white bishop · e4 white pawn · a2 white pawn · b2 white pawn · c2 white pawn · d2 white pawn · f2 white pawn · g2 white pawn · h2 white pawn · a1 white rook · b1 white knight · c1 white bishop · e1 white king · g1 white knight · h1 white rook | a8 black rook · b8 black knight · c8 black bishop · d8 black queen · e8 black king · g8 black knight · h8 black rook · a7 black pawn · b7 black pawn · c7 black pawn · d7 black pawn · f7 white queen · g7 black pawn · h7 black pawn · f6 black knight · c5 black bishop · e5 black pawn · c4 white bishop · e4 white pawn · a2 white pawn · b2 white pawn · c2 white pawn · d2 white pawn · f2 white pawn · g2 white pawn · h2 white pawn · a1 white rook · b1 white knight · c1 white bishop · e1 white king · g1 white knight · h1 white rook | a8 black rook · b8 black knight · c8 black bishop · d8 black queen · e8 black king · g8 black knight · h8 black rook · a7 black pawn · b7 black pawn · c7 black pawn · d7 black pawn · f7 white queen · g7 black pawn · h7 black pawn · f6 black knight · c5 black bishop · e5 black pawn · c4 white bishop · e4 white pawn · a2 white pawn · b2 white pawn · c2 white pawn · d2 white pawn · f2 white pawn · g2 white pawn · h2 white pawn · a1 white rook · b1 white knight · c1 white bishop · e1 white king · g1 white knight · h1 white rook | a8 black rook · b8 black knight · c8 black bishop · d8 black queen · e8 black king · g8 black knight · h8 black rook · a7 black pawn · b7 black pawn · c7 black pawn · d7 black pawn · f7 white queen · g7 black pawn · h7 black pawn · f6 black knight · c5 black bishop · e5 black pawn · c4 white bishop · e4 white pawn · a2 white pawn · b2 white pawn · c2 white pawn · d2 white pawn · f2 white pawn · g2 white pawn · h2 white pawn · a1 white rook · b1 white knight · c1 white bishop · e1 white king · g1 white knight · h1 white rook | a8 black rook · b8 black knight · c8 black bishop · d8 black queen · e8 black king · g8 black knight · h8 black rook · a7 black pawn · b7 black pawn · c7 black pawn · d7 black pawn · f7 white queen · g7 black pawn · h7 black pawn · f6 black knight · c5 black bishop · e5 black pawn · c4 white bishop · e4 white pawn · a2 white pawn · b2 white pawn · c2 white pawn · d2 white pawn · f2 white pawn · g2 white pawn · h2 white pawn · a1 white rook · b1 white knight · c1 white bishop · e1 white king · g1 white knight · h1 white rook | a8 black rook · b8 black knight · c8 black bishop · d8 black queen · e8 black king · g8 black knight · h8 black rook · a7 black pawn · b7 black pawn · c7 black pawn · d7 black pawn · f7 white queen · g7 black pawn · h7 black pawn · f6 black knight · c5 black bishop · e5 black pawn · c4 white bishop · e4 white pawn · a2 white pawn · b2 white pawn · c2 white pawn · d2 white pawn · f2 white pawn · g2 white pawn · h2 white pawn · a1 white rook · b1 white knight · c1 white bishop · e1 white king · g1 white knight · h1 white rook | 4 |
| 3 | a8 black rook · b8 black knight · c8 black bishop · d8 black queen · e8 black king · g8 black knight · h8 black rook · a7 black pawn · b7 black pawn · c7 black pawn · d7 black pawn · f7 white queen · g7 black pawn · h7 black pawn · f6 black knight · c5 black bishop · e5 black pawn · c4 white bishop · e4 white pawn · a2 white pawn · b2 white pawn · c2 white pawn · d2 white pawn · f2 white pawn · g2 white pawn · h2 white pawn · a1 white rook · b1 white knight · c1 white bishop · e1 white king · g1 white knight · h1 white rook | a8 black rook · b8 black knight · c8 black bishop · d8 black queen · e8 black king · g8 black knight · h8 black rook · a7 black pawn · b7 black pawn · c7 black pawn · d7 black pawn · f7 white queen · g7 black pawn · h7 black pawn · f6 black knight · c5 black bishop · e5 black pawn · c4 white bishop · e4 white pawn · a2 white pawn · b2 white pawn · c2 white pawn · d2 white pawn · f2 white pawn · g2 white pawn · h2 white pawn · a1 white rook · b1 white knight · c1 white bishop · e1 white king · g1 white knight · h1 white rook | a8 black rook · b8 black knight · c8 black bishop · d8 black queen · e8 black king · g8 black knight · h8 black rook · a7 black pawn · b7 black pawn · c7 black pawn · d7 black pawn · f7 white queen · g7 black pawn · h7 black pawn · f6 black knight · c5 black bishop · e5 black pawn · c4 white bishop · e4 white pawn · a2 white pawn · b2 white pawn · c2 white pawn · d2 white pawn · f2 white pawn · g2 white pawn · h2 white pawn · a1 white rook · b1 white knight · c1 white bishop · e1 white king · g1 white knight · h1 white rook | a8 black rook · b8 black knight · c8 black bishop · d8 black queen · e8 black king · g8 black knight · h8 black rook · a7 black pawn · b7 black pawn · c7 black pawn · d7 black pawn · f7 white queen · g7 black pawn · h7 black pawn · f6 black knight · c5 black bishop · e5 black pawn · c4 white bishop · e4 white pawn · a2 white pawn · b2 white pawn · c2 white pawn · d2 white pawn · f2 white pawn · g2 white pawn · h2 white pawn · a1 white rook · b1 white knight · c1 white bishop · e1 white king · g1 white knight · h1 white rook | a8 black rook · b8 black knight · c8 black bishop · d8 black queen · e8 black king · g8 black knight · h8 black rook · a7 black pawn · b7 black pawn · c7 black pawn · d7 black pawn · f7 white queen · g7 black pawn · h7 black pawn · f6 black knight · c5 black bishop · e5 black pawn · c4 white bishop · e4 white pawn · a2 white pawn · b2 white pawn · c2 white pawn · d2 white pawn · f2 white pawn · g2 white pawn · h2 white pawn · a1 white rook · b1 white knight · c1 white bishop · e1 white king · g1 white knight · h1 white rook | a8 black rook · b8 black knight · c8 black bishop · d8 black queen · e8 black king · g8 black knight · h8 black rook · a7 black pawn · b7 black pawn · c7 black pawn · d7 black pawn · f7 white queen · g7 black pawn · h7 black pawn · f6 black knight · c5 black bishop · e5 black pawn · c4 white bishop · e4 white pawn · a2 white pawn · b2 white pawn · c2 white pawn · d2 white pawn · f2 white pawn · g2 white pawn · h2 white pawn · a1 white rook · b1 white knight · c1 white bishop · e1 white king · g1 white knight · h1 white rook | a8 black rook · b8 black knight · c8 black bishop · d8 black queen · e8 black king · g8 black knight · h8 black rook · a7 black pawn · b7 black pawn · c7 black pawn · d7 black pawn · f7 white queen · g7 black pawn · h7 black pawn · f6 black knight · c5 black bishop · e5 black pawn · c4 white bishop · e4 white pawn · a2 white pawn · b2 white pawn · c2 white pawn · d2 white pawn · f2 white pawn · g2 white pawn · h2 white pawn · a1 white rook · b1 white knight · c1 white bishop · e1 white king · g1 white knight · h1 white rook | a8 black rook · b8 black knight · c8 black bishop · d8 black queen · e8 black king · g8 black knight · h8 black rook · a7 black pawn · b7 black pawn · c7 black pawn · d7 black pawn · f7 white queen · g7 black pawn · h7 black pawn · f6 black knight · c5 black bishop · e5 black pawn · c4 white bishop · e4 white pawn · a2 white pawn · b2 white pawn · c2 white pawn · d2 white pawn · f2 white pawn · g2 white pawn · h2 white pawn · a1 white rook · b1 white knight · c1 white bishop · e1 white king · g1 white knight · h1 white rook | 3 |
| 2 | a8 black rook · b8 black knight · c8 black bishop · d8 black queen · e8 black king · g8 black knight · h8 black rook · a7 black pawn · b7 black pawn · c7 black pawn · d7 black pawn · f7 white queen · g7 black pawn · h7 black pawn · f6 black knight · c5 black bishop · e5 black pawn · c4 white bishop · e4 white pawn · a2 white pawn · b2 white pawn · c2 white pawn · d2 white pawn · f2 white pawn · g2 white pawn · h2 white pawn · a1 white rook · b1 white knight · c1 white bishop · e1 white king · g1 white knight · h1 white rook | a8 black rook · b8 black knight · c8 black bishop · d8 black queen · e8 black king · g8 black knight · h8 black rook · a7 black pawn · b7 black pawn · c7 black pawn · d7 black pawn · f7 white queen · g7 black pawn · h7 black pawn · f6 black knight · c5 black bishop · e5 black pawn · c4 white bishop · e4 white pawn · a2 white pawn · b2 white pawn · c2 white pawn · d2 white pawn · f2 white pawn · g2 white pawn · h2 white pawn · a1 white rook · b1 white knight · c1 white bishop · e1 white king · g1 white knight · h1 white rook | a8 black rook · b8 black knight · c8 black bishop · d8 black queen · e8 black king · g8 black knight · h8 black rook · a7 black pawn · b7 black pawn · c7 black pawn · d7 black pawn · f7 white queen · g7 black pawn · h7 black pawn · f6 black knight · c5 black bishop · e5 black pawn · c4 white bishop · e4 white pawn · a2 white pawn · b2 white pawn · c2 white pawn · d2 white pawn · f2 white pawn · g2 white pawn · h2 white pawn · a1 white rook · b1 white knight · c1 white bishop · e1 white king · g1 white knight · h1 white rook | a8 black rook · b8 black knight · c8 black bishop · d8 black queen · e8 black king · g8 black knight · h8 black rook · a7 black pawn · b7 black pawn · c7 black pawn · d7 black pawn · f7 white queen · g7 black pawn · h7 black pawn · f6 black knight · c5 black bishop · e5 black pawn · c4 white bishop · e4 white pawn · a2 white pawn · b2 white pawn · c2 white pawn · d2 white pawn · f2 white pawn · g2 white pawn · h2 white pawn · a1 white rook · b1 white knight · c1 white bishop · e1 white king · g1 white knight · h1 white rook | a8 black rook · b8 black knight · c8 black bishop · d8 black queen · e8 black king · g8 black knight · h8 black rook · a7 black pawn · b7 black pawn · c7 black pawn · d7 black pawn · f7 white queen · g7 black pawn · h7 black pawn · f6 black knight · c5 black bishop · e5 black pawn · c4 white bishop · e4 white pawn · a2 white pawn · b2 white pawn · c2 white pawn · d2 white pawn · f2 white pawn · g2 white pawn · h2 white pawn · a1 white rook · b1 white knight · c1 white bishop · e1 white king · g1 white knight · h1 white rook | a8 black rook · b8 black knight · c8 black bishop · d8 black queen · e8 black king · g8 black knight · h8 black rook · a7 black pawn · b7 black pawn · c7 black pawn · d7 black pawn · f7 white queen · g7 black pawn · h7 black pawn · f6 black knight · c5 black bishop · e5 black pawn · c4 white bishop · e4 white pawn · a2 white pawn · b2 white pawn · c2 white pawn · d2 white pawn · f2 white pawn · g2 white pawn · h2 white pawn · a1 white rook · b1 white knight · c1 white bishop · e1 white king · g1 white knight · h1 white rook | a8 black rook · b8 black knight · c8 black bishop · d8 black queen · e8 black king · g8 black knight · h8 black rook · a7 black pawn · b7 black pawn · c7 black pawn · d7 black pawn · f7 white queen · g7 black pawn · h7 black pawn · f6 black knight · c5 black bishop · e5 black pawn · c4 white bishop · e4 white pawn · a2 white pawn · b2 white pawn · c2 white pawn · d2 white pawn · f2 white pawn · g2 white pawn · h2 white pawn · a1 white rook · b1 white knight · c1 white bishop · e1 white king · g1 white knight · h1 white rook | a8 black rook · b8 black knight · c8 black bishop · d8 black queen · e8 black king · g8 black knight · h8 black rook · a7 black pawn · b7 black pawn · c7 black pawn · d7 black pawn · f7 white queen · g7 black pawn · h7 black pawn · f6 black knight · c5 black bishop · e5 black pawn · c4 white bishop · e4 white pawn · a2 white pawn · b2 white pawn · c2 white pawn · d2 white pawn · f2 white pawn · g2 white pawn · h2 white pawn · a1 white rook · b1 white knight · c1 white bishop · e1 white king · g1 white knight · h1 white rook | 2 |
| 1 | a8 black rook · b8 black knight · c8 black bishop · d8 black queen · e8 black king · g8 black knight · h8 black rook · a7 black pawn · b7 black pawn · c7 black pawn · d7 black pawn · f7 white queen · g7 black pawn · h7 black pawn · f6 black knight · c5 black bishop · e5 black pawn · c4 white bishop · e4 white pawn · a2 white pawn · b2 white pawn · c2 white pawn · d2 white pawn · f2 white pawn · g2 white pawn · h2 white pawn · a1 white rook · b1 white knight · c1 white bishop · e1 white king · g1 white knight · h1 white rook | a8 black rook · b8 black knight · c8 black bishop · d8 black queen · e8 black king · g8 black knight · h8 black rook · a7 black pawn · b7 black pawn · c7 black pawn · d7 black pawn · f7 white queen · g7 black pawn · h7 black pawn · f6 black knight · c5 black bishop · e5 black pawn · c4 white bishop · e4 white pawn · a2 white pawn · b2 white pawn · c2 white pawn · d2 white pawn · f2 white pawn · g2 white pawn · h2 white pawn · a1 white rook · b1 white knight · c1 white bishop · e1 white king · g1 white knight · h1 white rook | a8 black rook · b8 black knight · c8 black bishop · d8 black queen · e8 black king · g8 black knight · h8 black rook · a7 black pawn · b7 black pawn · c7 black pawn · d7 black pawn · f7 white queen · g7 black pawn · h7 black pawn · f6 black knight · c5 black bishop · e5 black pawn · c4 white bishop · e4 white pawn · a2 white pawn · b2 white pawn · c2 white pawn · d2 white pawn · f2 white pawn · g2 white pawn · h2 white pawn · a1 white rook · b1 white knight · c1 white bishop · e1 white king · g1 white knight · h1 white rook | a8 black rook · b8 black knight · c8 black bishop · d8 black queen · e8 black king · g8 black knight · h8 black rook · a7 black pawn · b7 black pawn · c7 black pawn · d7 black pawn · f7 white queen · g7 black pawn · h7 black pawn · f6 black knight · c5 black bishop · e5 black pawn · c4 white bishop · e4 white pawn · a2 white pawn · b2 white pawn · c2 white pawn · d2 white pawn · f2 white pawn · g2 white pawn · h2 white pawn · a1 white rook · b1 white knight · c1 white bishop · e1 white king · g1 white knight · h1 white rook | a8 black rook · b8 black knight · c8 black bishop · d8 black queen · e8 black king · g8 black knight · h8 black rook · a7 black pawn · b7 black pawn · c7 black pawn · d7 black pawn · f7 white queen · g7 black pawn · h7 black pawn · f6 black knight · c5 black bishop · e5 black pawn · c4 white bishop · e4 white pawn · a2 white pawn · b2 white pawn · c2 white pawn · d2 white pawn · f2 white pawn · g2 white pawn · h2 white pawn · a1 white rook · b1 white knight · c1 white bishop · e1 white king · g1 white knight · h1 white rook | a8 black rook · b8 black knight · c8 black bishop · d8 black queen · e8 black king · g8 black knight · h8 black rook · a7 black pawn · b7 black pawn · c7 black pawn · d7 black pawn · f7 white queen · g7 black pawn · h7 black pawn · f6 black knight · c5 black bishop · e5 black pawn · c4 white bishop · e4 white pawn · a2 white pawn · b2 white pawn · c2 white pawn · d2 white pawn · f2 white pawn · g2 white pawn · h2 white pawn · a1 white rook · b1 white knight · c1 white bishop · e1 white king · g1 white knight · h1 white rook | a8 black rook · b8 black knight · c8 black bishop · d8 black queen · e8 black king · g8 black knight · h8 black rook · a7 black pawn · b7 black pawn · c7 black pawn · d7 black pawn · f7 white queen · g7 black pawn · h7 black pawn · f6 black knight · c5 black bishop · e5 black pawn · c4 white bishop · e4 white pawn · a2 white pawn · b2 white pawn · c2 white pawn · d2 white pawn · f2 white pawn · g2 white pawn · h2 white pawn · a1 white rook · b1 white knight · c1 white bishop · e1 white king · g1 white knight · h1 white rook | a8 black rook · b8 black knight · c8 black bishop · d8 black queen · e8 black king · g8 black knight · h8 black rook · a7 black pawn · b7 black pawn · c7 black pawn · d7 black pawn · f7 white queen · g7 black pawn · h7 black pawn · f6 black knight · c5 black bishop · e5 black pawn · c4 white bishop · e4 white pawn · a2 white pawn · b2 white pawn · c2 white pawn · d2 white pawn · f2 white pawn · g2 white pawn · h2 white pawn · a1 white rook · b1 white knight · c1 white bishop · e1 white king · g1 white knight · h1 white rook | 1 |
|   | a | b | c | d | e | f | g | h |   |